# 2,4-dichloorbenzylalcohol
2,4-dichloorbenzylalcohol is een matig sterke antiseptische stof. Het is een van de twee actieve ingrediënten in Coldrex- en Strepsils-zuigtabletten tegen keelpijn; de andere is amylmetacresol. Beide stoffen doden de bacteriën die voor mond- of keelontstekingen verantwoordelijk zijn. Eén Strepsilstablet of Coldrextablet bevat 0,6 milligram amylmetacresol en 1,2 milligram 2,4-dichloorbenzylalcohol.